# صادق‌آباد (بافق)
صادق‌آباد یک روستا در ایران است که در دهستان مبارکه شهرستان بافق واقع شده‌است. صادق‌آباد ۱۷ نفر جمعیت دارد.